# Кримок (заказник)
Кримо́к — ботанічний заказник місцевого значення в Україні. Розташований у межах Городнянської міської громади Чернігівського району Чернігівської області, на схід від села Деревини.
Площа 434 га. Статус присвоєно згідно з рішенням Чернігівського облвиконкому від 04.12.1978 року № 529; від 28.08.1989 року № 164. Перебуває у віданні ДП «Городнянське лісове господарство» (Рубізьке л-во, кв. 39-47).
Статус присвоєно для збереження лісового масиву віком 40-60 років з насадженнями дуба, осики, вільхи, берези.
У трав'яному покриві зростають яглиця звичайна, осока волосиста, конвалія звичайна та інші неморальні види-супутники дуба.